# Жихарев, Павел Иванович
Павел Иванович Жихарев (27 января 1930 — 18 ноября 2021) — советский и российский банковский специалист, президент акционерного коммерческого Сберегательного банка России, президент Ассоциации сберегательных банков СНГ, член Административного совета Международного института сберегательных банков.

## Биография
Родился 27 января 1930 года в селе Маслова Пристань Шебекинского района Белгородской области. 
В 1961 году окончил Всесоюзный заочный финансово-экономический институт.
В 1943—1948 годах работал слесарем в ремесленном училище.
В 1948—1952 годах — кассир-контролёр Центральной сберегательной кассы № 5287 Свердловского района города Москвы. Окончил вечернее отделение ВЗУКТа, затем — вечернее отделение ВЗФИ по специальности «Финансы и кредиты»
В 1952—1954 годах был заведующим военно-физкультурным отделом Свердловского РК ВЛКСМ.
В 1954—1968 годах — заместитель заведующего Центральной сберегательной кассы № 1569 Краснопресненского района г. Москвы, заведующий Центральной сберегательной кассы № 1567 Сокольнического района г. Москвы, начальник контрольно-ревизионного отдела Управления Гострудсберкасс и госкредита Москвы, заместитель начальника, начальник Управления Гострудсберкасс и госкредита Москвы.
В 1964—1966 годах — рационализировал работу трудсберкасс. Было закрыто 228 сберкасс, или более 40 % действующей сети. В числе закрытых — 107 агентств, 52 сберкассы 2-го разряда и 69 сберкасс 1-го разряда.
В 1963 году при объеме работ в 36,5 млн операций в сберегательных кассах была записана 441 жалоба, в том числе на очереди и неудобные часы работы 348 жалоб. Одна жалоба приходилась в среднем на 82,7 тыс. операций. Жалобы на очереди и неудобные часы работы сберегательных касс составляли 79 % всех жалоб. В 1966 по сравнению с 1963 годом резко возросли объем работы и средняя нагрузка на одного работника. За год было совершено более 78 млн операций, а количество жалоб составило 163, в том числе на очереди и неудобные часы работы сберкасс — 64 жалобы, или 39 % от общего числа жалоб. Таким образом, одна жалоба приходилась на 478 тыс.
Май 1968—1972 — начальник Управления гострудсберкасс и госкредита РСФСР.
С 1972 года — начальник Российского республиканского Главного управления Гострудсберкасс СССР, член Правления Гострудсберкасс СССР.
В 1988—1991 годах — председатель Российского банка Сбербанка СССР.
С марта 1991 по март 1993 года — президент, председатель правления Сбербанка России.
Позже — Президент Ассоциации сберегательных банков СНГ.
С 2007 года советник Председателя Правления КБ "ЭНЕРГОТРАНСБАНК" (АО).
До конца жизни являлся членом совета директоров КБ "ЭНЕРГОТРАНСБАНК" (АО).
Ушёл из жизни 18 ноября 2021 года.

## Награды и премии
- Орден Дружбы народов (8 декабря 1992) — за большой вклад в развитие сберегательного дела в Российской Федерации
- Орден Трудового Красного Знамени
- Орден «Знак Почёта»
- Лауреат Почётной грамоты Президиума Верховного Совета РСФСР
- Заслуженный экономист РСФСР

## Семья
- Жена Валентина Александровна — генеральный директор Московского филиала страхового общества «Наука».
- Сын Сергей — старший специалист Московской международной фондовой биржи.
- Внучатый племянник — Жихарев Валерий Александрович (р. 1981), работает в энергетике, считается одним из реальных владельцев КБ "ЭНЕРГОТРАНСБАНК" (АО).